# 库彭海姆
库彭海姆（德語：Kuppenheim，發音：[ˈkʊpn̩ˌhaɪm] ⓘ）是德国巴登-符腾堡州卡尔斯鲁厄行政区拉施塔特县的城市，面积18.08平方千米，2023年12月31日人口为8,534人。

## 友好城市
- 法國 拉翁莱塔普（1986年）
- 義大利 菲洛特拉诺（2001年）